# Kokopo
Kokopo – miasto w Papui-Nowej Gwinei; 23 tys. mieszkańców (2006). Stolica prowincji Nowa Brytania Wschodnia. Od 1899 do 1910 jako Herbertshöhe stolica Nowej Gwinei Niemieckiej.